# Teorema de Brianchon
Na geometria, o teorema de Brianchon, formulado por Charles Julien Brianchon (1783—1864), estabelece uma relação entre um hexágono regular e convexo com seu ponto central.
Teorema — Seja ABCDEF um hexágono regular e convexo formado por seis retas tangentes de uma seção cônica, os segmentos AD, BE e CF se interceptam em um único ponto.